# Tyrone Mears
Tyrone Mears (Stockport, 18 de fevereiro de 1983) é um futebolista inglês. Atualmente joga pelo West Bromwich Albion.

## Biografia
Mears começou a treinar no Manchester City em agosto de 2001. Atuou pelo clube apenas um jogo, substituindo Stuart Pearce no minuto 84 contra Nottingham Forest F.C. Nottingham Forest em março de 2002.
1. ↑  «Tyrone Mears». Soccerbase. Racing Post. Consultado em 11 de agosto de 2007
2. ↑  «Man City 3–0 Nottm For». BBC Sport. 20 de março de 2002. Consultado em 11 de agosto de 2007